# Kōgon Tennō
Kōgon Tennō (光厳天皇?) (1 de agosto de 1313-5 de agosto de 1364) fue el primer emperador de la Corte del Norte de Japón. Según los documentos históricos pre-Meiji, reinó entre 1332 y 1334. Antes de ser ascendido al trono Nanboku-chō, su nombre personal (imina) era príncipe imperial Kazuhito (量仁親王 Kazuhito-shinnō?)

## Genealogía
Fue el tercer hijo del Go-Fushimi Tennō, de la rama Jimyōin-tō de la Familia Imperial. Su madre fue Kōgimon'in Neishi (広義門院寧子). Fue adoptado por su tío, Hanazono Tennō.
- Emperatriz: Princesa Imperial Yoshiko (懽子内親王) (primera hija del emperador Go-Daigo)

- Princesa Imperial Mitsuko (光子内親王)

- Consorte: Princesa Imperial Hisako (寿子内親王) (hija del emperador Hanazono)
- Dama de Honor: Sanjō Shūshi (三条秀子) emperatriz Viuda Yōroku (陽禄門院)

- Primer hijo: Príncipe Imperial Okihito (興仁親王, futuro emperador Sukō)
- Segundo hijo: Príncipe Imperial Iyahito (弥仁親王, futuro emperador Go-Kōgon)
- Príncipe Imperial Yoshihito (義仁親王)

- Consorte: Desconocida

- Príncipe Imperial Sonchō (尊朝親王)
- Egon (恵厳)

## Biografía
El príncipe imperial Kazuhito fue nombrado príncipe heredero y heredero del emperador Go-Daigo, de la rama Daikakuji-tō en 1326. En esa época, el shogunato Kamakura decidió que el trono se alternaría entre las ramas Daikakuji-tō y Jimyōin-tō cada diez años. Pero el emperador Go-Daigo no aceptó el acuerdo y perseguía el derrocamiento del shogunato.
En 1331, cuando se hizo público el segundo intento de derrocamiento de manos del emperador, el shogunato lo capturó y lo exilió a las islas Oki, y pusieron al príncipe Imperial Kazuhito en el trono con el nombre de emperador Kōgon, el 22 de octubre de 1331. El emperador Go-Daigo huye de Oki en 1333 con la ayuda de Nawa Nagatoshi y su familia, y levanta un ejército en la Montaña Funagami en la provincia de Hōki (actual prefectura de Tottori).
Ashikaga Takauji, quien trabajaba para el clan Hōjō, que dominaba el shogunato, se rebela contra ellos y pelea a favor del emperador Go-Daigo, atacando al Rokuhara Tandai, el grupo líder del shogunato Kamakura. Con la destrucción del shogunato, el emperador Go-Daigo recupera el trono el 7 de julio de 1333 y restablece el control imperial en el país, conocido como Restauración Kenmu (1333-1336). No obstante, la revolución fracasa cuando Ashikaga Takauji se subleva contra el emperador.
En 1336, Ashikaga Takauji pone en el trono al hermano menor del emperador Kōgon, el emperador Kōmyō. El emperador Go-Daigo huye a Yoshino, en la provincia de Yamato, y afirma que aún se mantiene en el trono, con lo que se conformaría la Corte del Sur. La corte del emperador Kōmyō permanecería en Kioto y se convertiría en la Corte del Norte. Este hecho marcaría el inicio del Período de las Cortes del Norte y del Sur en la historia japonesa, que duraría hasta 1392.
En 1352, durante el Disturbio Kan'ō, el emperador Go-Murakami de la Corte del Sur llega a Kioto y captura al emperador Kōgon, al emperador Kōmyō, al emperador Sukō y al príncipe heredero. Tras este hecho, el emperador Kōgon fue puesto bajo arresto domiciliario para el resto de su vida. En sus últimos años, se convirtió al budismo zen y murió en 1364 a la edad de 51 años.

## Eras
Eras pre-Nanboku-chō
- Genkō (segunda) (1331-1334)
- Kenmu (1334-1336)

Eras de la Corte del Norte
- Shōkei (1332-1338)

## Rivales de la Corte del Sur
- Emperador Go-Daigo